# Ferdinand Victor Alphonse Prosch
Ferdinand Victor Alphonse Prosch, född 25 november 1820 i Köpenhamn, död där 29 juli 1885, var en dansk läkare och veterinär.
Prosch blev student 1837, var efter att ha tagit läkarexamen 1843 intill 1846 prosektor vid Köpenhamns universitets zootomiska museum, gjorde 1847-48 som skeppsläkare i marinen en resa till Madeira, Guinea, Venezuela och Västindien och var 1849 överskeppsläkare på fregatten "Havfruen". 
Efter slesvig-holsteinska kriget praktiserade han i Köpenhamn och var samtidigt lärare i naturhistoria, i vilken egenskap han 1851 utgav Dyrerigets Naturhistorie. Han studerade särskilt naturhistoria, komparativ anatomi och fysiologi och blev, då Georg Christian With 1852 hade blivit förordnad som lantstutmästare, efter en tävling förordnad som lektor i hygien vid Veterinærskolen (1853) och företog därefter en resa för att studera djurskötsel i utlandet. 
År 1858 utnämndes han till lektor i dietetik, djurhållning, husdjuravel och beslagslära vid den enligt av den 8 mars 1856 inrättade Landbohøjskolen och hade då redan från 1855 varit anställd som lärare vid den militära Ride- og beslagskolen; undervisningen i beslagslära vid Landbohøjskolen lämnade han 1879, tjänsten vid Ride- og beslagskolen lämnade han 1883 av hälsoskäl. Från 1859 hade han professors titel. 
Prosch utvecklade som lärare vid Landbohøjskolen och genom sitt mer direkta inflytande på djurskötseln en för Danmarks lantbruk utomordentligt viktig verksamhet. Det var till stor del tack vare den av honom förfäktade åsikten att hålla fast vid de inhemska raserna och utveckla deras egenskaper, som Danmarks djurskötsel under senare delen av 1800-talet utvecklade sig till den mycket framstående ställning som det intog i slutet av nämnda sekel. Han var ledamot av åtskilliga kommissioner; han deltog bland annat 1855 i förhandlingarna om Veterinærskolens utökning, 1865 i förhandlingarna om Frederiksborgs stuteri och hade inflytande på husdjurslagen av den 23 januari 1862. 
Han utvecklade en mycket omfattande och betydelsefull verksamhet som författare och föredragshållare. Bland hans litterära verk intar hans av fyra avdelningar bestående Haandbog i det almindelig Husdyrbrug, Husdyrenes almindelig Sundhedspleje och Haandbog i Hestens Bygningslære, den saakaldte Ydrelære särskilt viktiga, men han publicerade även en mängd dels större, dels mindre skrifter samt publicerade i tidningar och tidskrifter, åtskilliga artiklar om olika ämnen inom djurskötsel, liksom att han, innan han anställdes vid Veterinærskolen, hade skrivit ett par zootomiska skrifter om bläckfiskar.